# 라피네스크큰귀박쥐
라피네스크큰귀박쥐 또는 남동부큰귀박쥐(Corynorhinus rafinesquii)는 애기박쥐과에 속하는 박쥐의 일종이다. 미국 남동부 지역의 토착종이다.

## 특징
이름이 함축하는 것처럼, 2.5cm 이상의 큰귀를 갖고 있다. 속명 "코리노리누스"(Corynorhinus)는 "뭉뚝한 코"(club-nosed)라는 의미이다. 타운센드큰귀박쥐와 유사하게, 코 양쪽에 2개의 혹을 갖고 있다. 라피네스크큰귀박쥐는 중형 크기의 박쥐로 몸길이는 약 7.5~10cm, 날개 폭은 25~30cm 정도이다. 몸무게는 6~13g이다. 등쪽은 회색을 하체는 흰색을 띤다. 귀와 얼굴은 분홍빛 갈색인 반면에 앞팔과 날개 비막은 짙은 갈색이다.
일부 보고에 의하면 최대 수명은 10년이지만, 확실한 정보는 아니다. 타운센드큰귀박쥐와 밀접한 관계를 갖고 있으며, 수명은 야생에서 16년부터 최대 30년이다. 분포 범위에 걸쳐 드문 반면에, 해안선 평원 지역과 강가 그리고 그레이트스모키 산맥 국립공원과 같은 산악 지역 등 다양한 서식지에서 발견된다. 모든 경우에, 라피네스크큰귀박쥐의 서식지는 비교적 풍성한 숲의 풀이 없는 넓은 장소와 관련이 있다.

## 먹이
미국 남동부의 모든 다른 박쥐들처럼 라피네스크큰귀박쥐는 식충성 동물이자 야행성 동물이며, 먹이를 구하기 위한 장소로 반향 정위를 통해 이동한다. 모기와 딱정벌레, 파리 등 다양한 범위의 곤충을 먹지만, 먹이의 90%는 나방이다. 먹이는 떨어진 곤충(나뭇잎 또는 동굴 벽에서)을 줍거나 공중에서 사냥한다.

## 보금자리
계절과 지리적 위치에 따라 박쥐가 머물러 앉는 장소를 자주 바꾸기 때문에 라피네스크큰귀박쥐는 다양한 장소에서 발견될 수 있다. 살아있거나 죽은 나무에 앉아서 머물지만 보통 상당히 큰 나무(평균 지름 79cm, 키 18.5m의 나무에서 지낸다는 연구 결과가 보고된 바 있다.)에서 생활한다. 그리고 버려진 건물이나 다리 아래, 우물 그리고 동굴 속에서도 발견된다.

## 보존 상태
국제 자연 보전 연맹(IUCN, International Union for the Conservation of Nature)은 관심대상종으로 분류하는 반면에(이전에는 멸종취약종으로 분류), 미국 어류 및 야생동물관리국(U.S. Fish and Wildlife Service)은 라피네스크큰귀박쥐를 후보종 2급(Candidate II) 관심대상종으로 분류하고 있다. 또한 분포 지역 대부분의 주 기구에서 멸종우려종으로 분류하고 있다. 박쥐흰코증후군은 균류 병원체에 감염되어 일어나는 심각한 감염병으로 미국 동부 지역의 많은 박쥐들을 대량 폐사했지만, 같은 분포 지역의 다른 박쥐들과 달리 이 질병에 감염된 라피네스크큰귀박쥐는 보이지 않는다.